# Bandoliera

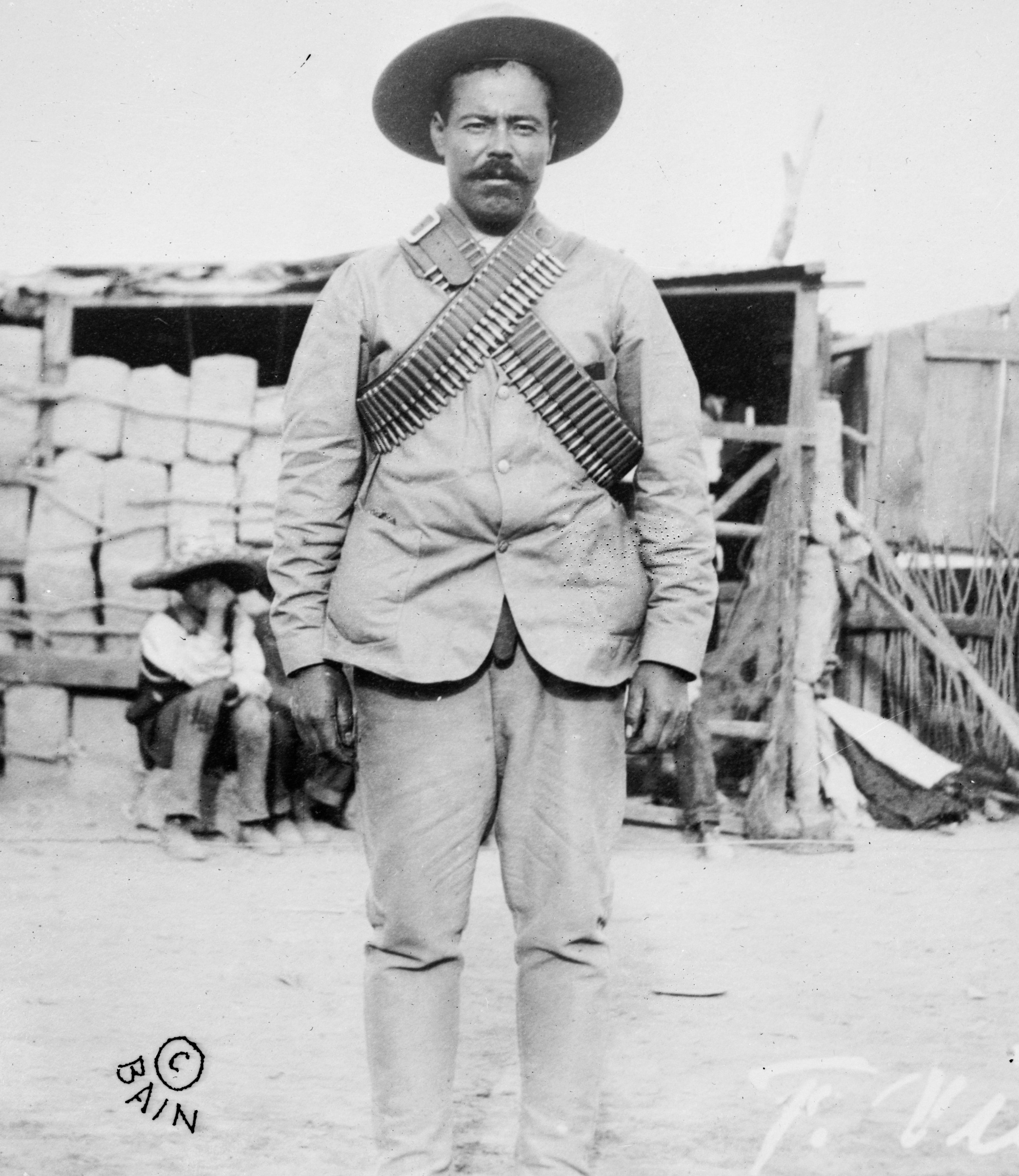
Il rivoluzionario messicano Pancho Villa fotografato con indosso due bandoliere di munizioni

La bandoliera è un balteo (una cintura a striscia di tessuto o cuoio portata a tracolla, da una spalla al fianco opposto) dotato di tasche a cui appendere le munizioni.

## Storia
In uso principalmente presso i militari a partire dal XVI secolo fino al XIX secolo, fu introdotta per permettere a quei fanti che adoperavano archibugi e moschetti di trasportarvi le palle (i proiettili) e le cariche di polvere da sparo (quantità predosate di polvere), consentendo una ricarica più rapida.
La bandoliera si è modificata nel XX secolo in conseguenza dell'introduzione delle moderne cartucce e delle bombe a mano. 
Il vantaggio era quello di togliere l'ingombro delle munizioni dai fianchi e dalla cintura (come accade utilizzando un cinturone), consentendo movimenti più agevoli e maggiore semplicità per ricaricare le armi. Attualmente sono utilizzate più raramente a causa delle eccessive dimensioni dei caricatori per munizioni moderni.